# Buggiano
Buggiano är en kommun i provinsen Pistoia i regionen Toscana i Italien. Kommunen hade 8 882 invånare (2018).